# مقاطعة جيفرسون (بنسلفانيا)
مقاطعة جيفرسون (بالإنجليزية: Jefferson County, Pennsylvania)‏ هي إحدى مقاطعات ولاية بنسلفانيا في الولايات المتحدة. بلغ عدد سكانها 45200 نسمة في عام 2010 حسب إحصاء مكتب تعداد الولايات المتحدة.

## أعلام
- سولومون تايلور نورث